# Trisetum aeneum
Trisetum aeneum är en gräsart som först beskrevs av Joseph Dalton Hooker, och fick sitt nu gällande namn av Ralph Randles Stewart. Trisetum aeneum ingår i släktet glanshavren, och familjen gräs. Inga underarter finns listade i Catalogue of Life.